# ريان مولين
ريان مولين (بالإنجليزية: Ryan Mullen)‏ (و. 1994  م) هو دراج أيرلندي، مركز لعبه هو Rouleur ‏.

## التصنيف
| السنة     | 2013 | 2014 | 2015 | 2016 | 2017 | 2018 | 2019 | 2020 | 2021 | 2022 | 2023 | 2024 |
| --------- | ---- | ---- | ---- | ---- | ---- | ---- | ---- | ---- | ---- | ---- | ---- | ---- |
| العالم    |      |      |      | -    | 384  | 366  |      |      |      |      |      |      |
| عالمي     |      |      |      | 345  | 354  | 603  | 571  | 1271 | 415  | 984  | 1107 | 1601 |
| أوروبا    | 1068 | 201  | 479  | 472  | 185  | 563  | 430  | 974  | 342  | 717  | -    | -    |
| آسيا      | -    | -    | -    | 62   | -    | 579  |      |      |      |      |      |      |
| أمريكا    | -    | -    | -    | -    | -    | 247  |      |      |      |      |      |      |
|           |      |      |      |      |      |      |      |      |      |      |      |      |
| مصدر: UCI |      |      |      |      |      |      |      |      |      |      |      |      |

## سجل الفوز

### سباقات أو مراحل فاز بها
| التاريخ        | السباق                                                            | المركز                  |
| -------------- | ----------------------------------------------------------------- | ----------------------- |
| 09 أغسطس 2012  | 2012 European Road Cycling Championships Men U19 ITT              | المركز الثاني           |
| 22 سبتمبر 2014 | سباق الزمن تحت 23 سنة في بطولة العالم 2014                        | المركز الثاني           |
| 01 يناير 2015  | 2015 Rás Tailteann                                                | المركز الثالث           |
| 23 يونيو 2016  | سباق الطريق ضد الساعة للرجال تحت 23 سنة في بطولة أيرلندا 2016     | المركز الثاني           |
| 23 يونيو 2016  | سباق الطريق ضد الساعة للرجال في بطولة أيرلندا لسباق الدراجات 2016 | المركز الثالث           |
| 12 أكتوبر 2016 | سباق الزمن في بطولة العالم 2016                                   | الخامس في التصنيف العام |
| 22 يونيو 2017  | سباق الطريق ضد الساعة للرجال في بطولة أيرلندا لسباق الدراجات 2017 | الفائز في التصنيف العام |
| 25 يونيو 2017  | سباق الطريق للرجال في بطولة أيرلندا لسباق الدراجات 2017           | الفائز في التصنيف العام |
| 03 أغسطس 2017  | سباق الزمن لنخبة الرجال - بطولة أوروبا للدراجات 2017              | المركز الثالث           |
| 10 سبتمبر 2017 | طواف بريطانيا 2017                                                | العاشر في التصنيف العام |
| 08 أغسطس 2018  | سباق الزمن لنخبة الرجال - بطولة أوروبا للدراجات 2018              | السادس في التصنيف العام |
| 27 يونيو 2019  | سباق الطريق ضد الساعة للرجال في بطولة أيرلندا لسباق الدراجات 2019 | الفائز في التصنيف العام |
| 30 سبتمبر 2021 | سباق الطريق ضد الساعة للرجال في بطولة أيرلندا 2021                | الفائز في التصنيف العام |
| 03 أكتوبر 2021 | سباق الطريق للرجال في بطولة أيرلندا 2021                          | الفائز في التصنيف العام |
| 22 يونيو 2023  | 2023 Irish National Road Cycling Championships - Men ITT          | الفائز في التصنيف العام |
| 20 يونيو 2024  | 2024 Irish National Road Cycling Championships - Men ITT          | المركز الثاني           |